# Игманска лака пјешадијска бригада
Игманска лака пјешадијска бригада је била пјешадијска јединица Војске Републике Српске у саставу Сарајевско-романијског корпуса. Зона одговорности бригаде је првенствено била територија општине Хаџићи, која је током Одбрамбено-отаџбинског рата била у саставу Републике Српске.

## Историја
Игманска лака пјешадијска бригада, је формирана на територији Српске општине Хаџићи, на самом почетку рата, и узела је велику улогу у одбрани како општине Хаџићи, тако и самих граница Српског Сарајева. Игманска бригада је формирана на почетку ратних сукоба, у мају 1992. године од војно способног становништва са територије Српске општине Хаџићи, и дијела Српске општине Илиџа, тачније насеља Блажуј и Раковица. У свом саставу имала је четири батаљона, а сама бригада је настала спајањем Блажујске и Хаџићке бригаде, које су након реорганизације добиле статус батаљона. Кроз бригаду је прошло много бораца који су са породицама избјегли са простора средње Босне и дијела Херцеговине, тачније из градова попут Мостара, Кисељака, Зенице, Травника и осталих мјеста Федерације БиХ из којих су их протјерале муслиманске снаге и муџахедини из Травника, Зенице и Бочиње. Игманска бригада имала је доста погинулих бораца и више стотина рањених.

## Егзодус
Дејтонским споразумом, Србима је одузет урбани дио Сарајева, међу којим је и Хаџићи. Српски народ са ових простора је доживио егзодус након четири године рата, и био је приморан, предајом српских територија, да напусти своја вијековна огњишта. Цјелокупно становништво општине Хаџићи се преселило у општину Братунац, гдје су у локално гробље пренијели и своје погинуле борце. На Војничко гробље у Братунцу пренесени су остаци 178 бораца са територије општине Хаџићи.